# 斯蒂格·安德松
斯蒂格·安德松（瑞典語：Stig Andersson，1914年10月16日—2000年3月23日），瑞典男子足球、冰球运动员。他曾代表瑞典参加1936年和1948年冬季奥林匹克运动会冰球比赛，分别获得第五名和第四名。